# Женска фудбалска репрезентација Северне Македоније
Женска фудбалска репрезентација Северне Македоније (мкд. Женска фудбалска репрезентација на Северна Македонија) је национални фудбалски тим који представља Северну Македонију на међународним такмичењима и под контролом је Фудбалског савеза Северне Македоније (мкд. Фудбалска федерација на Македонија), владајућег тела за фудбал у Северној Македонији.
Женска репрезентација је одиграла своју прву званичну утакмицу 7. маја 2005. године, у којој их је победила Хрватска. Две недеље касније, 21. маја 2005, Македонија је постигла свој први гол у историји у поразу од 7 : 1 од Словеније

## Статистика
Играчице са подебљаним словима су и даље активне.
| # | Име               | Период | Утакмица |
| - | ----------------- | ------ | -------- |
| 1 | Виолета Спировска | ?      | 72       |

| # | Име             | Период | Голова | Утакмица |
| - | --------------- | ------ | ------ | -------- |
| 1 | Наташа Андонова | 2008–  | 14     | 33       |

### Голгетерке по првенствима
| Име               | Укупно | 2011 | 2015 |
| ----------------- | ------ | ---- | ---- |
| Наташа Андонова   | 5      | 1    | 4    |
| Гентјана Рочи     | 1      |      | 1    |
| Афродита Салихи   | 2      | 1    | 1    |
| Виолета Спировска | 1      | 1    |      |

| Голгетерке         | Укупно | 2009 | 2013 | 2017 | 2022 |
| ------------------ | ------ | ---- | ---- | ---- | ---- |
| Наташа Андонова    | 6      |      | 4    |      | 2    |
| Ширета Брахими     | 1      |      | 1    |      |      |
| Ели Јаковска       | 2      |      |      | 2    |      |
| Симона Крстановска | 1      |      |      | 1    |      |
| Гентјана Рочи      | 8      |      | 2    | 1    | 5    |
| Афродита Салихи    | 2      |      | 2    |      |      |
| Елма Шемсовикј     | 1      |      |      |      | 1    |

## Такмичарски рекорд

### Светско првенство за жене
| 1991   | Нису учествовале      | Нису учествовале      | Нису учествовале      | Нису учествовале      | Нису учествовале      | Нису учествовале      | Нису учествовале      | Нису учествовале      | Одбиле учешће | Одбиле учешће | Одбиле учешће | Одбиле учешће | Одбиле учешће | Одбиле учешће | Одбиле учешће | Одбиле учешће |
| 1995   | Нису учествовале      | Нису учествовале      | Нису учествовале      | Нису учествовале      | Нису учествовале      | Нису учествовале      | Нису учествовале      | Нису учествовале      | Одбиле учешће | Одбиле учешће | Одбиле учешће | Одбиле учешће | Одбиле учешће | Одбиле учешће | Одбиле учешће | Одбиле учешће |
| 1999   | Нису учествовале      | Нису учествовале      | Нису учествовале      | Нису учествовале      | Нису учествовале      | Нису учествовале      | Нису учествовале      | Нису учествовале      | Одбиле учешће | Одбиле учешће | Одбиле учешће | Одбиле учешће | Одбиле учешће | Одбиле учешће | Одбиле учешће | Одбиле учешће |
| 2003   | Нису учествовале      | Нису учествовале      | Нису учествовале      | Нису учествовале      | Нису учествовале      | Нису учествовале      | Нису учествовале      | Нису учествовале      | Одбиле учешће | Одбиле учешће | Одбиле учешће | Одбиле учешће | Одбиле учешће | Одбиле учешће | Одбиле учешће | Одбиле учешће |
| 2007   | Нису учествовале      | Нису учествовале      | Нису учествовале      | Нису учествовале      | Нису учествовале      | Нису учествовале      | Нису учествовале      | Нису учествовале      | Одбиле учешће | Одбиле учешће | Одбиле учешће | Одбиле учешће | Одбиле учешће | Одбиле учешће | Одбиле учешће | Одбиле учешће |
| 2011   | Нису се квалификовале | Нису се квалификовале | Нису се квалификовале | Нису се квалификовале | Нису се квалификовале | Нису се квалификовале | Нису се квалификовале | Нису се квалификовале | Квалификације | 8             | 0             | 0             | 8             | 3             | 68            |               |
| 2015   | Нису се квалификовале | Нису се квалификовале | Нису се квалификовале | Нису се квалификовале | Нису се квалификовале | Нису се квалификовале | Нису се квалификовале | Нису се квалификовале | Квалификације | 10            | 0             | 1             | 9             | 6             | 74            |               |
| 2019   | Нису учествовале      | Нису учествовале      | Нису учествовале      | Нису учествовале      | Нису учествовале      | Нису учествовале      | Нису учествовале      | Нису учествовале      | Одбиле учешће | Одбиле учешће | Одбиле учешће | Одбиле учешће | Одбиле учешће | Одбиле учешће | Одбиле учешће | Одбиле учешће |
| 2023   | Нису се квалификовале | Нису се квалификовале | Нису се квалификовале | Нису се квалификовале | Нису се квалификовале | Нису се квалификовале | Нису се квалификовале | Нису се квалификовале |               |               |               |               |               |               |               |               |
| Укупно | 0 / 9                 | —                     | —                     | —                     | —                     | —                     | —                     | —                     |               | 18            | 0             | 1             | 17            | 9             | 142           |               |

*Означава нерешене мечеве укључујући и нокаут мечеве за које је одлучено извођењем пенала.

### Европско првенство у фудбалу за жене
| Европско првенство у фудбалу за жене − резултати | Европско првенство у фудбалу за жене − резултати | Европско првенство у фудбалу за жене − резултати | Европско првенство у фудбалу за жене − резултати | Европско првенство у фудбалу за жене − резултати | Европско првенство у фудбалу за жене − резултати | Европско првенство у фудбалу за жене − резултати | Европско првенство у фудбалу за жене − резултати | Европско првенство у фудбалу за жене − резултати | Европско првенство у фудбалу за жене − резултати | Европско првенство у фудбалу за жене − резултати | Европско првенство у фудбалу за жене − резултати | Европско првенство у фудбалу за жене − резултати | Европско првенство у фудбалу за жене − резултати | Европско првенство у фудбалу за жене − резултати | Европско првенство у фудбалу за жене − резултати | Европско првенство у фудбалу за жене − резултати |
| Edition                                          | Финале − резултати                               | Финале − резултати                               | Финале − резултати                               | Финале − резултати                               | Финале − резултати                               | Финале − резултати                               | Финале − резултати                               | Финале − резултати                               |                                                  | Квалификације − резултати                        | Квалификације − резултати                        | Квалификације − резултати                        | Квалификације − резултати                        | Квалификације − резултати                        | Квалификације − резултати                        | Квалификације − резултати                        |
| Edition                                          | Резултат                                         | Поз                                              | Ута                                              | Поб                                              | Нер *                                            | Изг                                              | ГД                                               | ГП                                               | Резултат                                         | Ута                                              | Поб                                              | Нер                                              | Изг                                              | ГД                                               | ГП                                               |                                                  |
| ------------------------------------------------ | ------------------------------------------------ | ------------------------------------------------ | ------------------------------------------------ | ------------------------------------------------ | ------------------------------------------------ | ------------------------------------------------ | ------------------------------------------------ | ------------------------------------------------ | ------------------------------------------------ | ------------------------------------------------ | ------------------------------------------------ | ------------------------------------------------ | ------------------------------------------------ | ------------------------------------------------ | ------------------------------------------------ | ------------------------------------------------ |
| 1991                                             | Нису учествовале                                 | Нису учествовале                                 | Нису учествовале                                 | Нису учествовале                                 | Нису учествовале                                 | Нису учествовале                                 | Нису учествовале                                 | Нису учествовале                                 | Одбиле учешће                                    | Одбиле учешће                                    | Одбиле учешће                                    | Одбиле учешће                                    | Одбиле учешће                                    | Одбиле учешће                                    | Одбиле учешће                                    |                                                  |
| 1993                                             | Нису учествовале                                 | Нису учествовале                                 | Нису учествовале                                 | Нису учествовале                                 | Нису учествовале                                 | Нису учествовале                                 | Нису учествовале                                 | Нису учествовале                                 | Одбиле учешће                                    | Одбиле учешће                                    | Одбиле учешће                                    | Одбиле учешће                                    | Одбиле учешће                                    | Одбиле учешће                                    | Одбиле учешће                                    |                                                  |
| 1995                                             | Нису учествовале                                 | Нису учествовале                                 | Нису учествовале                                 | Нису учествовале                                 | Нису учествовале                                 | Нису учествовале                                 | Нису учествовале                                 | Нису учествовале                                 | Одбиле учешће                                    | Одбиле учешће                                    | Одбиле учешће                                    | Одбиле учешће                                    | Одбиле учешће                                    | Одбиле учешће                                    | Одбиле учешће                                    |                                                  |
| 1997                                             | Нису учествовале                                 | Нису учествовале                                 | Нису учествовале                                 | Нису учествовале                                 | Нису учествовале                                 | Нису учествовале                                 | Нису учествовале                                 | Нису учествовале                                 | Одбиле учешће                                    | Одбиле учешће                                    | Одбиле учешће                                    | Одбиле учешће                                    | Одбиле учешће                                    | Одбиле учешће                                    | Одбиле учешће                                    |                                                  |
| 2001                                             | Нису учествовале                                 | Нису учествовале                                 | Нису учествовале                                 | Нису учествовале                                 | Нису учествовале                                 | Нису учествовале                                 | Нису учествовале                                 | Нису учествовале                                 | Одбиле учешће                                    | Одбиле учешће                                    | Одбиле учешће                                    | Одбиле учешће                                    | Одбиле учешће                                    | Одбиле учешће                                    | Одбиле учешће                                    |                                                  |
| 2005                                             | Нису учествовале                                 | Нису учествовале                                 | Нису учествовале                                 | Нису учествовале                                 | Нису учествовале                                 | Нису учествовале                                 | Нису учествовале                                 | Нису учествовале                                 | Одбиле учешће                                    | Одбиле учешће                                    | Одбиле учешће                                    | Одбиле учешће                                    | Одбиле учешће                                    | Одбиле учешће                                    | Одбиле учешће                                    |                                                  |
| 2009                                             | Нису се квалификовале                            | Нису се квалификовале                            | Нису се квалификовале                            | Нису се квалификовале                            | Нису се квалификовале                            | Нису се квалификовале                            | Нису се квалификовале                            | Нису се квалификовале                            | Прелим. фаза                                     | 3                                                | 0                                                | 0                                                | 3                                                | 0                                                | 14                                               |                                                  |
| 2013                                             | Нису се квалификовале                            | Нису се квалификовале                            | Нису се квалификовале                            | Нису се квалификовале                            | Нису се квалификовале                            | Нису се квалификовале                            | Нису се квалификовале                            | Нису се квалификовале                            | Квалиф.                                          | 13                                               | 2                                                | 3                                                | 8                                                | 12                                               | 51                                               |                                                  |
| 2017                                             | Нису се квалификовале                            | Нису се квалификовале                            | Нису се квалификовале                            | Нису се квалификовале                            | Нису се квалификовале                            | Нису се квалификовале                            | Нису се квалификовале                            | Нису се квалификовале                            | Квалиф.                                          | 8                                                | 0                                                | 0                                                | 8                                                | 4                                                | 51                                               |                                                  |
| 2021                                             | Нису се квалификовале                            | Нису се квалификовале                            | Нису се квалификовале                            | Нису се квалификовале                            | Нису се квалификовале                            | Нису се квалификовале                            | Нису се квалификовале                            | Нису се квалификовале                            | Квалиф.                                          | 8                                                | 2                                                | 0                                                | 6                                                | 8                                                | 39                                               |                                                  |
| Укупно                                           | 0/10                                             | —                                                | —                                                | —                                                | —                                                | —                                                | —                                                | —                                                |                                                  | 32                                               | 4                                                | 3                                                | 25                                               | 24                                               | 155                                              |                                                  |

*Означава нерешене мечеве укључујући и нокаут мечеве за које је одлучено извођењем пенала.

### Олимпијске игре
| 2000   | Нису учествовале      | Нису учествовале      | Нису учествовале      | Нису учествовале      | Нису учествовале      | Нису учествовале      | Нису учествовале      | Нису учествовале      |
| 2004   | Нису учествовале      | Нису учествовале      | Нису учествовале      | Нису учествовале      | Нису учествовале      | Нису учествовале      | Нису учествовале      | Нису учествовале      |
| 2008   | Нису учествовале      | Нису учествовале      | Нису учествовале      | Нису учествовале      | Нису учествовале      | Нису учествовале      | Нису учествовале      | Нису учествовале      |
| 2012   | Нису се квалификовале | Нису се квалификовале | Нису се квалификовале | Нису се квалификовале | Нису се квалификовале | Нису се квалификовале | Нису се квалификовале | Нису се квалификовале |
| 2016   | Нису се квалификовале | Нису се квалификовале | Нису се квалификовале | Нису се квалификовале | Нису се квалификовале | Нису се квалификовале | Нису се квалификовале | Нису се квалификовале |
| 2020   | Нису учествовале      | Нису учествовале      | Нису учествовале      | Нису учествовале      | Нису учествовале      | Нису учествовале      | Нису учествовале      | Нису учествовале      |
| Укупно | 0/6                   | —                     | –                     | –                     | –                     | –                     | –                     | –                     |